# Scomberomorus koreanus
Scomberomorus koreanus е вид бодлоперка от семейство Scombridae. Видът не е застрашен от изчезване.

## Разпространение и местообитание
Разпространен е в Бангладеш, Виетнам, Индия, Индонезия, Китай, Макао, Малайзия, Мианмар, Пакистан, Провинции в КНР, Сингапур, Тайван, Тайланд, Хонконг, Шри Ланка, Южна Корея и Япония.
Обитава крайбрежията на морета.

## Описание
На дължина достигат до 1,5 m, а теглото им е максимум 15 kg.